# Democratische Partij (Indonesië)

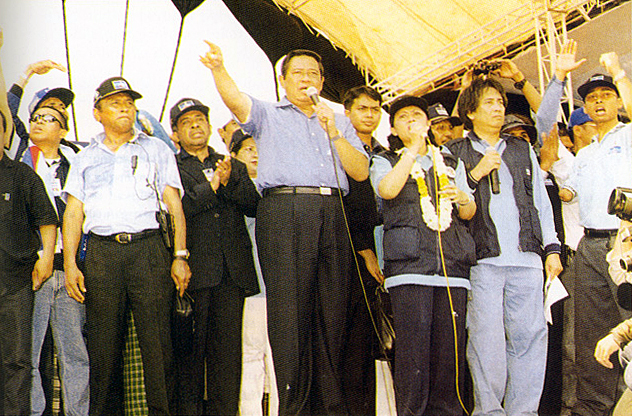
SBY tijdens de campagne voor de verkiezingen in 2004.

De Democratische Partij (Indonesisch: Partai Demokrat) is een politieke partij in Indonesië, opgericht op 9 september 2001. De Pancasila vormt de basis van de partijideologie.
Susilo Bambang Yudhoyono was namens de Democratische Partij president van Indonesië van 2004 tot 2014. Zijn zoon Agus Harimurti Yudhoyono is nu partijleider.